# Cellule excitable
Une cellule excitable est une cellule capable de décharger un potentiel d'action en réponse à une dépolarisation suffisante (supérieure à un certain seuil de dépolarisation) de son potentiel de membrane.
La capacité à décharger un potentiel d'action dépend de la composition protéique de la membrane cytoplasmique, en particulier de la présence de canaux ioniques dont l'ouverture est activée par une dépolarisation de la membrane. Les canaux sodiques (mais aussi les canaux calciques) permettent une dépolarisation brutale de la membrane, tandis que les canaux potassiques repolarisent tout aussitôt celle-ci. La forme du potentiel d'action dépend des types de canaux ioniques présents dans la membrane.
La décharge du potentiel d'action peut être accompagnée de libération de second messager dans le cytoplasme et provoquer une série de voies métaboliques, comme c'est le cas pour la contraction musculaire ou pour la plasticité neuronale.

## Liste
- Neurone
- Cellule bêta des îlots de Langerhans
- Cellules des récepteurs sensoriels
- Cellule neuroendocrine
- Cellule musculaire striée (voir aussi muscle)
  - Cellule musculaire striée squelettique
  - Cellules musculaire striée cardiaque